# 足守陣屋
足守陣屋（あしもりじんや）は、岡山県岡山市北区足守（備中国加陽郡）に築かれた江戸時代の足守藩木下氏の居館である。岡山市の史跡に指定されている。

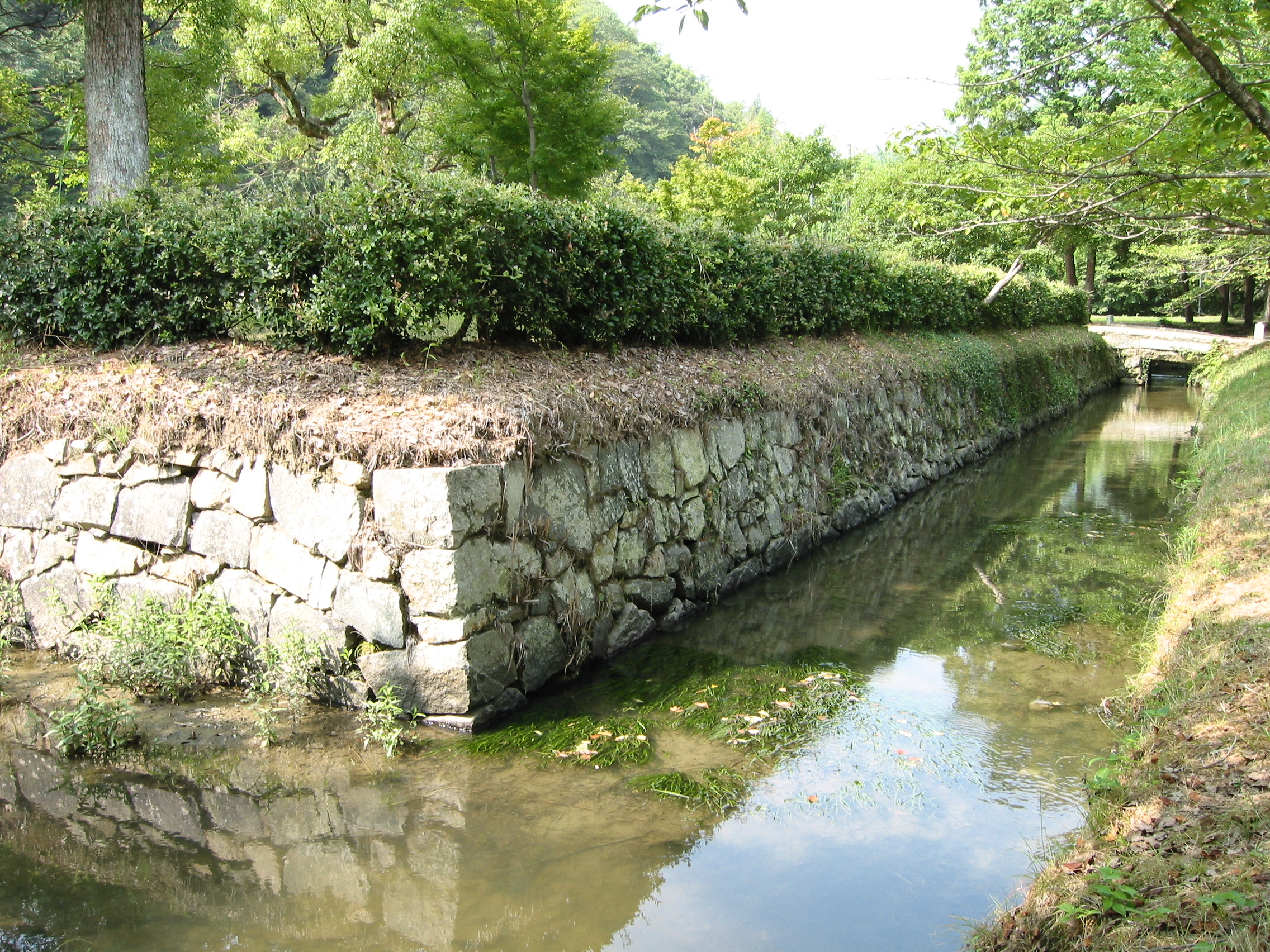
陣屋遺構

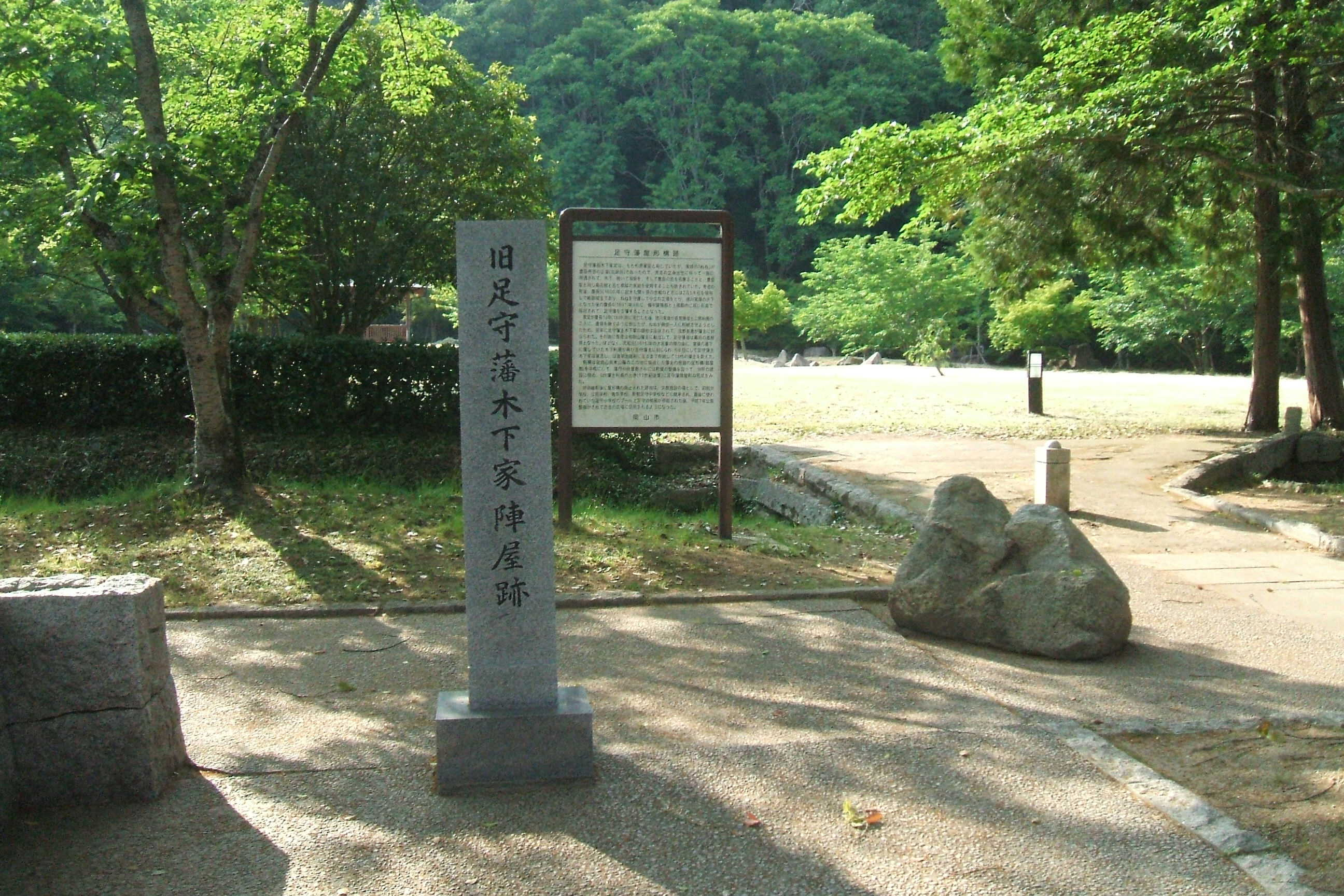
陣屋跡記念碑

1615年（元和元年）、木下利房（2代）の代に慶長19年（1614年）大坂冬の陣での功績が徳川家康に認められ賀陽郡内2万5千石の知行を与えられて再び足守に居館を構えた。足守陣屋と呼ばれている足守木下家の居館については足守藩第4代藩主・木下利貞の時代の寛文2年（1662年）から延宝7年（1679年）の間に築かれたと言われる。
1708年（宝永5年）、5代㒶定は幕命によって仙洞御所造営に参加した際に、その残財を貰い受けて陣屋の東側に「吟風閣」を建設。
明治維新後は、足守県の県庁として利用されたが、深津県に併合し消滅。陣屋の建物は取壊されたが、1874年（明治7年）、陣屋跡中央部分に旧藩士の屋敷を移築し、木下子爵家（旧藩主家）が居住した。1886年（明治19年）1月1日に後の歌人木下利玄はこの屋敷で誕生した。
陣屋跡は現在の足守小学校の北西隣にあり、現在は公園となっている。陣屋の建物は現存していないが、陣屋跡を囲む堀と石垣が残っている。中世の宮地山城のあった宮地山（御殿山）を借景にした庭園「近水園（おみずえん）」に数奇屋建築の吟風閣が現存している。
1959年（昭和34年）3月27日、近水園は岡山県の名勝に指定された。
2002年（平成14年）4月10日、陣屋跡は「足守藩主木下家屋形構跡」（あしもりはんしゅきのしたけやかたがまえあと）として岡山市史跡に指定された。